# Eupanacra variolosa
Eupanacra variolosa är en fjärilsart som beskrevs av Walker 1856. Eupanacra variolosa ingår i släktet Eupanacra och familjen svärmare. Inga underarter finns listade i Catalogue of Life.

## Bildgalleri

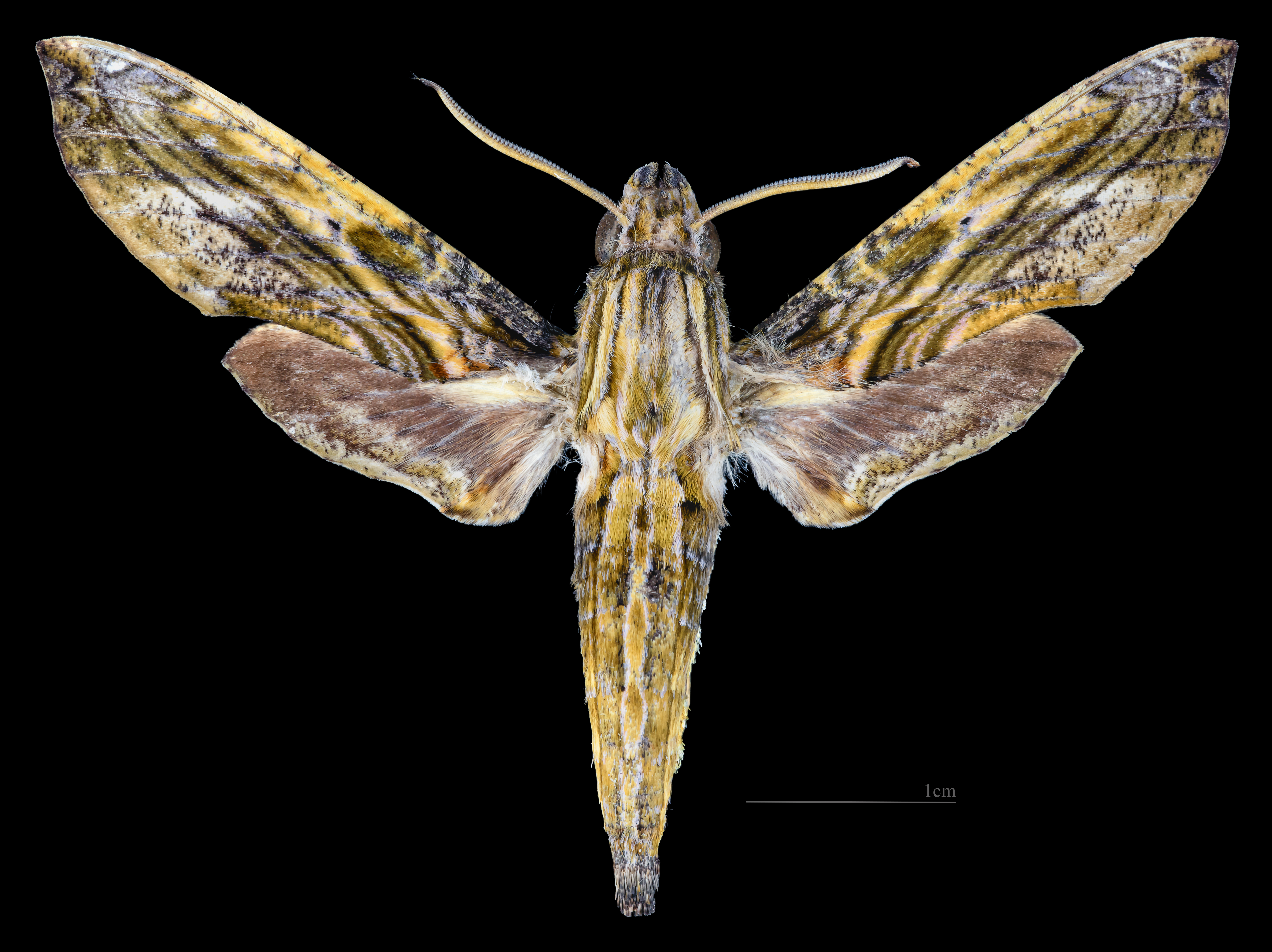
Eupanacra variolosa ♂
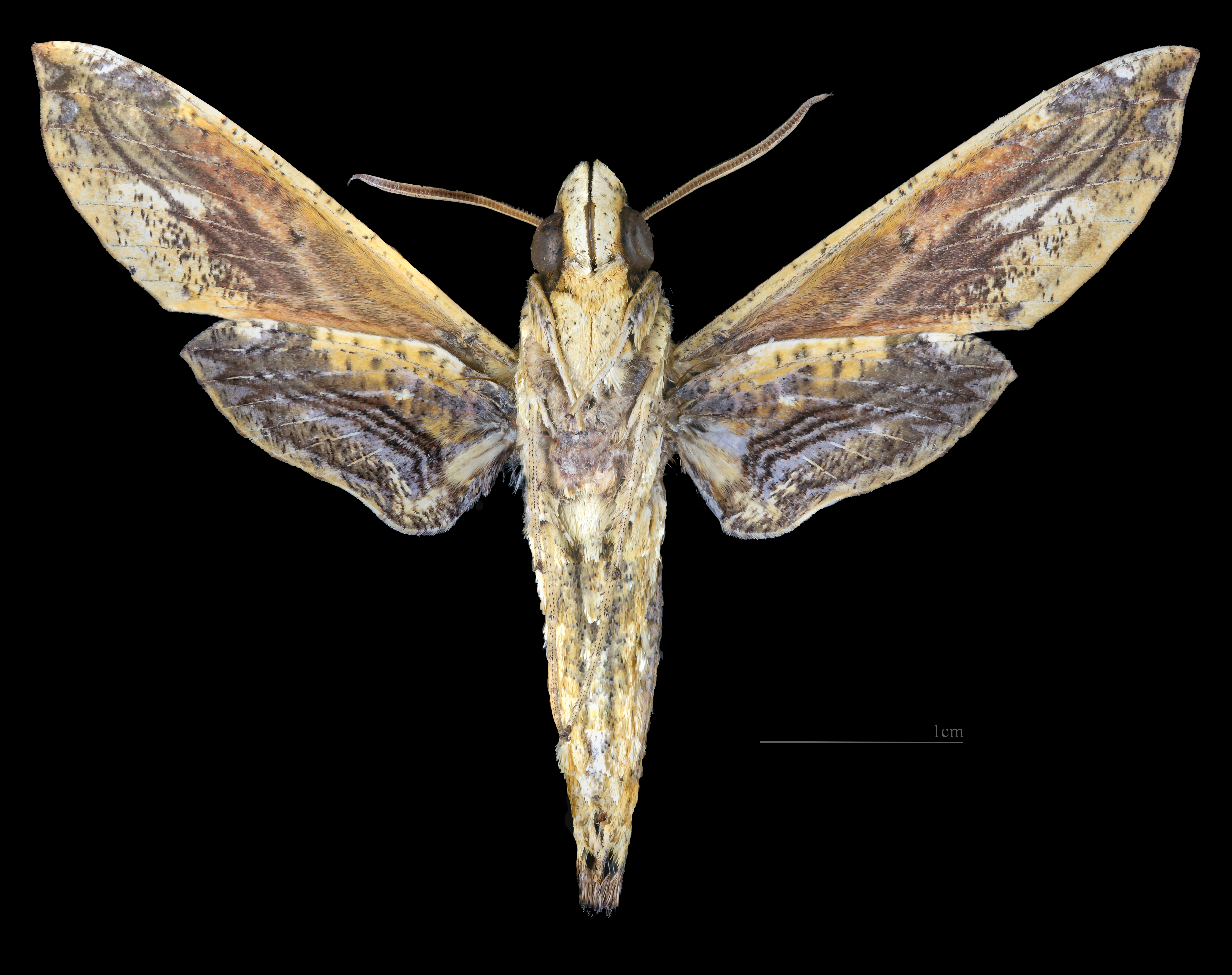
Eupanacra variolosa ♂   △